# Led Zeppelin United Kingdom Tour 1970
Led Zeppelin United Kingdom Tour 1970 var en konsertturné med det brittiska hårdrocksbandet Led Zeppelin i England och Skottland 1970. Den sista konserten fick skjutas upp i tio dagar på grund av att Robert Plant skadade ansiktet i en bilolycka. Turnéns mest kända konsert var den som spelades på Royal Albert Hall. Ett filmteam spelade in konserten men man ansåg att kvalitén på filmen var undermålig. Filmen plockades dock fram och remastrades till Led Zeppelin dvd 2003. Led Zeppelin började under den här turnén välja bort förband. Endast en spelning var med förband.

## Låtlista
Led Zeppelin repertoar under denna turné var låtar från debutalbumet Led Zeppelin och från II. En ganska typisk låtlista med viss variation är följande:
1. "We're Gonna Groove" (King, Bethea)
2. "I Can't Quit You Baby" (Dixon)
3. "Dazed and Confused" (Page)
4. "Heartbreaker" (Bonham, Page, Plant)
5. "White Summer"/"Black Mountain Side" (Page)
6. "Since I've Been Loving You" (Page, Plant, Jones)
7. "Thank You" (Page, Plant)
8. "What Is and What Should Never Be" (Page, Plant)
9. "Moby Dick" (Bonham)
10. "How Many More Times" (Bonham, Jones, Page)

Extranumren varierade mellan följande låtar:
- "Communication Breakdown" (Bonham, Jones, Page)
- "Whole Lotta Love" (Bonham, Dixon, Jones, Page, Plant)
- "Bring It On Home" (Dixon, Page, Plant)
- "Long Tall Sally" (Little Richard)
- "C'mon Everybody"/"Something Else" (Cochran, Capehart, Sheeley, Cochran)

## Turnédatum
- 07/01/1970  Birmingham Town Hall - Birmingham
- 08/01/1970  Colston Hall, Bristol
- 09/01/1970  Royal Albert Hall - London
- 13/01/1970  Guild Hall - Portsmouth
- 15/01/1970  City Hall - Newcastle upon Tyne
- 16/01/1970  Sheffield City Hall - Sheffield
- 24/01/1970  Leeds University Refectory - Leeds
- 17/02/1970  Usher Hall - Edinburgh (flyttat datum från 07/02)